# Tennis all'XI Festival olimpico estivo della gioventù europea
Le competizioni di tennis al XI Festival olimpico estivo della gioventù europea si sono svolte dal 25 al 28 luglio 2011 a Trebisonda, in Turchia

## Podi

### Ragazzi
| Evento             | Oro                           | Argento                           | Bronzo                    |
| Singolare maschile | Elias Wondwosen               | Daniil Medvedev                   | Clement Geens             |
| Doppio maschile    | Phillip Gresk Kamil Majchrzak | Pavel Staubert Jaroslav Vondrasek | Clement Geens Omar Salman |

### Ragazze
| Evento              | Oro                                  | Argento                          | Bronzo                                  |
| Singolare femminile | Jeļena Ostapenko                     | Ulyana Ayzatulina                | Kateřina Siniaková                      |
| Doppio femminile    | Kristýna Roučková Kateřina Siniaková | Deborah Chiesa Beatrice Lombardo | Justina Mikulskytė Akvilė Paražinskaitė |